# يورغير
يورغير (بالتركية: Yüreğir)‏ هي بلدية ومديرية في محافظة أضنة، تركيا. تبلغ مساحتها 835 كيلومتراً مربعاً، ويبلغ عدد سكانها 404,726 نسمة (2022). وهي ثاني أكبر بلدية من حيث عدد السكان في المحافظة حيث يبلغ عدد سكانها أكثر من 400000 نسمة.